# Фернандо Тірапу
Фернандо Тірапу (ісп. Fernando Tirapu, 7 листопада 1951, Памплона — 28 липня 2018, Памплона) — іспанський футболіст, що грав на позиції захисника за «Осасуну», «Валенсію» та «Атлетік Більбао».
Чемпіон Іспанії. 

## Клубна кар'єра
Народився 7 листопада 1951 року в місті Памплона. Вихованець футбольної школи місцевого клубу «Оберена».
У дорослому футболі дебютував 1970 року виступами за команду клубу «Осасуна», в якій провів чотири сезони, взявши участь у 75 матчах чемпіонату. 
Своєю грою за цю команду привернув увагу представників тренерського штабу «Валенсії», до складу якої приєднався 1974 року. Відіграв за валенсійський клуб наступні три сезони своєї ігрової кар'єри. Більшість часу, проведеного у складі «Валенсії», був основним гравцем захисту команди.
1977 року уклав контракт з клубом «Атлетік Більбао», у складі якого провів наступні шість років своєї кар'єри гравця.  Граючи у складі «Атлетика» також здебільшого виходив на поле в основному складі команди. У сезоні 1982/83 допоміг команді вибороти титул чемпіонів Іспанії.
Завершив професійну ігрову кар'єру у клубі «Осасуна», у складі якої свого часу і починав її. Прийшов до команди 1983 року, захищав її кольори до припинення виступів на професійному рівні у 1985.
Помер 28 липня 2018 року на 67-му році життя у рідній Памплоні.

## Виступи за збірну
1979 року дебютував у складі невизнаної міжнародними футбольними асоціаціями збірної Країни Басків. Протягом кар'єри у цій команді, яка тривала 2 роки, провів у її формі 2 матчі.

## Титули і досягнення
- Чемпіон Іспанії (1):

«Атлетік Більбао»: 1982-1983